# 天主教大理教区
天主教大理教区（Dioecesis Talianus）是罗马天主教在中国云南省设立的一个教区。

## 历史
1929年11月22日，教廷宣布，从云南府代牧区分设大理自治区，由法国伯大郎圣心会会士叶美璋负责。1931年叶美璋病故，同年12月13日，大理自治区升格为宗座监牧区。1935年，法籍教士徐司庆（Jean Baptiste Magenties）继任。1948年12月9日，大理监牧区升格为大理教区，郑绍基被任命为大理主教区主教。1952年，外籍神父、主教被驱逐出境，刘翰臣神父主持教务，1958年刘翰臣被选为大理教区代理主教。1966年文革开始，所有教堂均被侵占，天主教活动被禁止，教职人员受到批斗。文革后教区恢复活动。
2012年3月26日，不獲教廷認可的昆明總教區馬英林主教，於大理教區的大理古城耶穌聖心天主堂，為六位新神父舉行晉鐸禮。新神父中，五位是少數民族，一位是漢族，分別屬於昆明總教區、大理教區和昭通監牧區。另外，在典禮共祭的十六位神父中，包括一位在大理上學的美國瑪利諾會士和兩位韓國本篤會士。

## 教堂
- 大理天主教堂，古城新民路6号
- 下关天主堂，下关关平路文体巷

## 主教
- 叶美璋（Piere Erdozaincy Etchard） 1929年－1931年
- 徐司庆（Fr. Giovanni Battista Magenties） 1935年－1947年
- 郑绍基（Bishop Lucien Bernard Lacoste） 1948年－1983年（1952年被驱逐出境）
- 刘翰臣（1958年2月－1992年）（代理主教）

## 信徒
1968年，信徒5,097人。